# Rise of Nations
Rise of Nations é um jogo de computador de Estratégia em Tempo Real, desenvolvido pela Big Huge Games e publicado pela Microsoft em 20 de Maio de 2003. O desenvolvimento do jogo foi liderado pelo veterano Brian Reynolds, de Civilization II e Sid Meier's Alpha Centauri. Conceitos tirados de jogos de estratégia baseada em turnos foram adicionados ao jogo—incluindo os territórios e a atrição de guerra. Rise of Nations possui 18 civilizações jogaveis durante 8 idades da história mundial.
Em 28 de Abril de 2004 a Big Huge Games lançou Rise of Nations: Thrones and Patriots, um pacote de expansão. Mais tarde nesse ano foi lançado um pacote Gold Edition do Rise of Nations, incluindo ambos os jogos.

## Contexto
Rise of Nations trabalha no conceito de territórios que foram empregados na série Civilization. A área perto das cidades dos jogadores são considerados territórios do mesmo, e os jogadores só podem construir dentro dele, ou no território de seus aliados. As fronteiras das nações podem ser expandidas pela criação e expansão de cidades e fortes; a descoberta de certas tecnologias; e obtendo acesso à recursos raros. Outras tecnologias e recursos causam ao inimigo o sofrimento de atrição com o tempo, e pode destruir forças inimigas sem suporte.
Cidades são os centros mais importantes do jogo: muitas construções precisam ser construídas a uma certa distância da cidade; as fronteiras se expandem facilmente com a construção e expansão de cidades, e as cidades são as únicas provedoras de trabalhadores. A colocação das cidades precisa ser cuidadosamente considerada, porque o jogador só pode construir um certo número de cidades (normalmente oito). O limite só pode ser excedido pela conquista de cidades inimigas. Cidades não podem ser destruídas pelos ataques inimigos, mas sim assimiladas no controle de seu conquistador. O jogador pode adotar um modo para destruir a infraestrutura da cidade ou a cidade em si, para prevenir que ela caia em mãos inimigas.
Os trabalhadores em Rise of Nations não descansam após a criação, a não ser que tenham ordens para isso. Assim, depois de uma pequena pausa, os trabalhadores que terminam seu trabalho vão construir ou reparar construções ou coletar e extrair recursos. A opção pode ser desativada se o jogador quiser. Todos os pontos de recursos em Rise of Nation são infinitos, o que distingue de vários outros jogos do mesmo gênero. O limite máximo de coleta de recursos pode ser aprimorado por técnologias.
Diferente da maioria dos jogos de RTS, que tem dois recursos (StarCraft, Warhammer 40,000: Dawn of War) ou apenas um
(Homeworld, Command & Conquer 3: Tiberium Wars), estão presentes seis recursos em Rise of Nations, sendo cinco deles (Comida, Madeira, Metal, Óleo e Ouro) são usados para o treino de unidades e/ou edificar construções. O sexto recurso, Conhecimento, é usado para a pesquisa de tecnologias, e também é necessário para a construção de mísseis e a construção das duas últimas Maravilhas do Mundo. Com essa proliferação de recursos, cada construção, tecnologia ou tipo de unidade necessita somente de um ou dois tipos para ser feito. Assim o jogador quase sempre tem recursos para construir algo. Criando uma infra-estrutura que possa comparar tempo-consumo, fica parcialmente mais fácil pelo fato que alguns recursos só aparecem depois de uma certa idade. Então, certamente, o jogador não pode progredir com óleo antes de entrar na idade industrial.
Como na série Civilization, qualquer nação pode ser durante qualquer idade, independente de seu destino na história real. Algumas unidades únicas foram baseadas em previsões e projeções que se dão como se certas nações não foram destruídas na história real; Por exemplo, as nações nativas da América (Astecas, Maias e Incas) tem unidades únicas na Idade Moderna e contemporânea que lembra as unidades de guerrilhas Sul-Americanas no mundo real. As condições finais também foram feitas neutralizadas historicamente, e assim um pode ganhar uma partida por captura de capitais, superioridade territorial, pesquisando as quatro últimas tecnologias, ou as básicas vitórias por maravilhas e por pontuação. Outra inconsistência é que algumas nações tem suas capitais históricas que ficam no lugar das atuais (ou vice-versa), como por exemplo, a capital Turca em Rise of Nations foi Istanbul, que passa pela capital da Turquia Ankara desde 1922. Também é possível que uma mesma cidade seja construída por várias nações, como que Byzantium, Constantinopla e Istanbul podem ser criadas pelos Romanos, Gregos e Turcos.
Cada uma das 18 civilizações em Rise of Nations possui entre 4 e 8 unidades únicas que aparecem durante as idades, como os gráficos são colocados para cada grupo cultural. Rise of Nations usa motor 2D/3D para as construções e um motor 3D para as unidades, terreno e efeitos especiais.
Uma campanha para um jogador, Conquiste o Mundo, é incluída no jogo. Ela é comparada ao jogo de tabuleiro Risk (estilo conhecido no Brasil como War), exceto pelos ataques aos inimigos serem feitos dentro do jogo, que duram 90 minutos dependendo do cenário. O mapa da campanha é similar ao War, porém não possui os mesmos fatores. O jogador pode pegar reforços e cartas bônus e até mesmo fazer diplomacia com outras nações. A campanha começa na Idade Antiga, e progride vagarosamente no curso da campanha até acabar na idade da informação. No contexto de uma batalha, é possível avançar para a próxima idade permitida (mas não se evolui todo o mapa).
Rise of Nations usa o sistema de classificação ELO para classificar seus jogadores.

## Jogabilidade
A jogabilidade se foca precisamente na criação balanceada e altamente agressiva, desenvolvendo um poderoso ataque, uma forte economia e um centro de produções.
Como cada unidade no jogo é mais forte contra certas unidades e mais fraca contra outras (por exemplo, o lanceiro é forte contra cavalaria pesada, a cavalaria pesada é forte contra arqueiros, e arqueiros contra lanceiros, etc.), e como diferentes terrenos e táticas militares têm importância, é necessário um sentimento de general para fazer um bom uso do exército de cada um. São possíveis manobras de Flanconamento, tais como ataques a partir do lado e, numa menor extensão, a partir de trás, as quais causam mais estragos do que ataques frontais. Uma unidade general pode ser usada para fazer um exército marchar rapidamente para impedir as manóbras de um oponente ou para se mover rapidamente para onde é necessária a sua presença, criar exércitos decoy para distrair o fogo inimigo ou criar uma diversão, camuflar um exército para torná-lo temporariamente invisível ou fortificar posições da infantaria e assim aumentar as suas capacidades defensivas.
O Terreno também tem o seu papel ao nível táctico: ataques a partir de um terreno elevado são mais eficázes, e, de um ponto de vista defensivo, as unidades em zonas rochosas estão melhor protegidas enquanto na água estão bem mais desprotegidas.
Estão disponíveis cinco formações tácticas, incluindo a capacidade de comprimir ou expandir a linha de batalha. Quando uma formação é escolhida, as unidade seleccionadas reposicionam-se automaticamente, tipicamente com as unidade mais rápidas na frente e unidades mais lentas na parte de trás da formação. Com capacidade suficiente para criar e distribuir unidades num exército e colocá-lo correctamente em campo é possível, no Rise of Nations, derrotar um exército numericamente superior.

### Nações
Rise of Nations disponibiliza 18 nações, cada uma com seus poderes, o que disponibiliza unidades exclusivas e habilidades ou vantagens únicas.
Rise of Nations disponibiliza as seguintes nações:
- Aztecs (Astecas): Os Astecas têm o poder do sacrifício
- Portugal(Portugueses) Os Portugueses têm o poder da expansão
- Bantus (Bantos): Os Bantos têm o poder da migração
- British (Britânicos): Os Britânicos têm o poder do império
- Chinese(Chineses): Os Chineses têm o poder da cultura
- Egyptians (Egípcios): Os Egípcios têm o poder do Nilo
- French (Franceses): Os Franceses têm o poder da liderança
- Germans (Alemães): Os Alemães têm o poder da indústria
- Greeks (Gregos): Os Gregos têm o poder da filosofia
- Inca (Incas): Os Incas têm o poder do ouro
- Japanese (Japoneses): Os Japoneses têm o poder da honra
- Koreans (Coreanos): Os Coreanos têm o poder da tradição
- Maya (Maias): Os Maias têm o poder da arquitetura
- Mongols (Mongóis): Os Mongóis têm o poder da horda
- Nubians (Núbios): Os Núbios têm o poder do comércio
- Romans (Romanos): Os Romanos têm o poder do César
- Russians (Russos): Os Russos têm o poder da terra mãe
- Spanish (Espanhóis): Os Espanhóis têm o poder do descobrimento
- Turks (Turcos): Os Turcos têm o poder do cerco

### Unidades
Rise of Nations possui mais de 200 unidades militares, que seguem as seguintes linhas evolutivas:
Em terra:
- Infantaria Leve: Unidades leves possuem pouco poder de ataque. Mas são muito efetivos contra arqueiros. A partir da "Gunpowder Age" as unidades dessa classificação passam a ser chamadas de infantaria de arma de fogo.
- Infantaria pesada: São as mais poderosas unidades das primeiras épocas, e só desaparecem na idade das luzes. Geralmente são lentos e, por isso, vulneráveis a ataques de arqueiros.
- Arqueiros: São as primeiras unidades de longo alcance, porém são pouco resistentes e podem morrem com facilidade para outras unidades. Desaparecem na idade da pólvora. São bons contra a infantaria pesada.
- Cavalaria leve: São cavalarias extremamente velozes, capazes de oferecer grande risco as infantarias leves e arqueiros. Mas, são muito fracas contra a infantaria pesada.
- Cavalaria pesada: As mais poderosas cavalarias das primeiras idades. Apenas uma unidade oferece risco a esse tipo de cavalaria: As infantarias pesadas.
- Armas de cerco: São as unidades táticas na maioria das batalhas em uma partida. Com seu extremo poder de fogo a uma longa distância, pode causar danos enormes tanto às construções quanto às unidades simples, porém unidades escapam facilmente do ataque, e devido à curta velocidade as armas de fogo se tornam frágeis quando desprotegidas.
- Batedores ou Exploradores (scouts): Unidades de exploração que não possuem ataque até a idade das luzes, onde se tornam mais úteis.
- Espiã: A melhor unidade usada para se infiltrar nos inimigos. Invisível à maioria das unidades, ela consegue informar sobre todas as construções colocando uma escuta que só é removida com outras espiãs ou exploradores, além de subornar soldados, convertendo-os para seu lado da batalha.
- Generais: Unidades sem ataque, porém são de grande utilidade em batalhas, podendo falsificar, esconder e proteger unidades.
- Vagões de suprimento: Dão suporte às unidades do campo, para que não sofram atrição em campos inimigos. Elas ganham poder de cura, caso sejam francesas ou a nação possua o Palácio de Versallies.
- Infantaria de Arma de fogo: Infrantaria com poder de fogo à grande distância
- As metralhadoras: Surgem na idade industrial. Essas unidades são montáveis como artilharias, porém de maior velocidade, e causam danos enormes em infrantaria devido ao grande poder e velocidade de fogo.
- Lança chamas: Unidade especial, utilizada para queimar outras unidades e expulsá-las de dentro das construções.
- Infantaria Antitanque: Unidades equipadas com lançadores de projéteis que podem acabar com blindagens.
- Cavalarias modernas: São os tanques e os carros de guerra, muito úteis contra a infantaria.
- Artilharia antiaérea: Unidades destinadas a destruir unidades aéreas.
- Cidadãos: Unidades destinadas a construção, reparos, coleta de recursos e de produção cultural. Podem se tornar unidades militares.

No mar:
- Navios leves: Navios leves são rápidos, mas possuem pouco poder de fogo.
- Navios pesados: Navios extremamente poderosos, possuem boa velocidade e um grande poder de ataque.
- Navios de bombardeio: Navios com um grande canhão em sua parte frontal, são excelentes contra construções.
- Submarinos: Unidades com extremo poder de fogo, surgem na idade industrial.
- Porta-Avião: A mais versátil unidade marinha, que, mesmo não possuindo ataque próprio, ela possui aviões especiais que podem acabar com frotas, especialmente de barcos, atuando como uma "construção móvel".

No ar:
- Caças: As mais versáteis unidades em Rise of Nations, são imensamente rápidas e extremamente poderosas, atacando unidades tanto no ar como na terra.
- Bombardeiros: Unidades aéreas destinadas a destruir alvos em chão.
- Caças-bombardeiros: Produzidos nos porta-aviões, são uma combinação entre os caças e os bombardeiros.
- Helicópteros: Unidades muito úteis, tem um tempo de voo infinito e podem atacar alvos que estejam abaixo dele.

Mísseis:
- Mísseis: São produzidos nos silos, possuem um enorme poder de ataque.
- Mísseis nucleares: Mísseis de grande poder de destruição (o maior dentre todas as unidades), que são pressentidos pelo jogador que será atacado, porém só poderá ser detido com a pesquisa do escudo antimíssil. Ele se destaca também porque aparece a sua chegada no mapa, e durante sua explosão, uma imensa bola de fogo, todo o mapa fica claro com o brilho da explosão. Apesar de extremamente poderosos, esses mísseis causam embargo nuclear, cancelando o comércio do jogador por alguns minutos, além do adiantamento do "Armagedon", um relógio que, quando esgotado, causa a derrota de todos os jogadores.

### Recursos
Em Rise of Nations os recursos naturais são praticamente ilimitados em suas fontes naturais, porém eles tem uma velocidade específica de extração. Ao todo o jogo possui 6 recursos, sendo eles comida, madeira, riquezas, metal, conhecimento e petróleo. Porém existem recursos especiais, como baleias, pavões e cavalos que, além de ser um bônus em determinados recursos, o seu ma pussuidor terá uma vantagem específica para cada recurso, como expandir o limite de população e diminuir o preço ou o tempo de produção de alguma unidade.
Os recursos podem ser ganhos pela extração, pelo comércio do mercado ou pelo comércio com outros jogadores.
A extração dos recursos necessita de um posto de extração para o recurso e de trabalhadores nele. A maioria dos postos necessita apenas de estar próximas dos recursos, sendo somente a universidade que não precisa deles. O limite dos postos é de 10 trabalhadores, sendo somente o petróleo com limite de 1. A extração também pode ser aprimorada com algum campo de extração próximo da área.

### Estratégias
Seus guerreiros irão agir de diferentes maneiras, de acordo com o que o jogador quiser. Eles poderão estar em modo agressivo, defensivo, ou manter posição.
Além disso, há as estratégias de exército, que geram um determinado posicionamento das unidades com relação as outras. Cada uma possuirá suas vantagens e defeitos, podendo mudar assim os destinos das guerras.
Há ainda o sistema de atalho, muito útil para gerar formações completas, ou simplesmente manter catapultas atrás de seu exército.

### Tecnologias
As tecnologias são divididas em três tipos básicos:
As tecnologias da livraria: Utilizadas para obter vantagens gerais na sua nação, como construir mais cidades, baratear outros desenvolvimentos, elevar o limite de população ou ainda aumentar o número de rotas comerciais. No final do jogo existem as tecnologias de fim de jogo.
As tecnologias de fora da livraria: Dão vantagens específicas a um determinado ponto. Por exemplo, desenvolver a tecnologia "Militia" nas torres permite ao jogador utilizar unidades "Militia". Podem ser desenvolvidas em diversas construções, como a universidade, templo, celeiro, entre outras.
As tecnologias de passagem de idade: Permitem ao jogador passar de uma idade para outra. Necessitam de um número predeterminado de tecnologias de livraria para estarem disponíveis.

### Idades
Rise of Nations é dividido em 8 epócas, que podem ser pesquisadas na livraria. Cada uma corresponde a um período histórico da civilização humana. Elas são:
1. Ancient age (Idade antiga)
2. Classical age (Idade clássica)
3. Medieval age (Idade medieval)
4. Gunpowder age (Idade da pólvora)
5. Enlightenment age (Idade do Iluminismo)
6. Industrial age (Idade industrial)
7. Modern age (Idade Moderna)
8. Information age (Idade da informação)

## Expansão
Após o extremo sucesso e a eleição de melhor jogo de estratégia de 2003, o jogo recebe uma expansão, chamada de Thrones & Patriots, adicionando mais funcionalidades ao jogo e o tornando ainda melhor. Em Thrones & Patriots, há uma nova linha de "tecnologias", que são as formas de governo. Existem 6 formas de governo, mas você só pode escolher 3, e em ordem. Na idade clássica, escolhe-se entre Depotismo e República, cada uma com vantagens diferentes. Na idade da pólvora, escolhe-se entre Monarquia e Democracia. A última evolução é a escolha entre Capitalismo e Socialismo.
O novo jogo também disponibiliza 6 novas nações, cada uma com seus poderes, fraquezas e unidades únicas. São elas: Estadunidenses, Lakota, Iroqueses, Persas, Indianos e Holandeses. Há a adição de novas campanhas CTW, as quais serão faladas a seguir:
- Alexandre, o Grande
- Napoleão
- O Novo Mundo
- A Guerra fria